# Supercopa de Básquetbol de Chile 2024
La Supercopa de Chile 2024 (Supercopa JugaBet by Cecinas Llanquihue 2024 por motivos de patrocinio) fue la quinta edición de esta competición de básquetbol chilena, se disputará en octubre de 2024 en la ciudad de Osorno.
Español de Osorno se coronó campeónde la Supercopa 2024, obteniendo su primer título del torneo, rompiendo la hegemonía que tenía universidad de concepción en la categoría.

## Participantes
| Equipo                    | Clasificación           |
| ------------------------- | ----------------------- |
| Colegio Los Leones        | Campeón Liga 1 2024     |
| Coolbet Español de Osorno | Subcampeón Liga 1 2024  |
| Universidad de Concepción | Campeón Copa Chile 2023 |
| CSD Colo-Colo             | Campeón Liga 2 2024     |

## Desarrollo
|  | Primer partido            |                           |    |  |
|  |                           |                           |    |  |
|  | Los Leones de Quilpué     | Los Leones de Quilpué     | 78 |  |
|  | Los Leones de Quilpué     | Los Leones de Quilpué     | 78 |  |
|  | Universidad de Concepción | Universidad de Concepción | 88 |  |
|  | Universidad de Concepción | Universidad de Concepción | 88 |  |

|  | Primer partido    |                   |    |  |
|  |                   |                   |    |  |
|  | Español de Osorno | Español de Osorno | 83 |  |
|  | Español de Osorno | Español de Osorno | 83 |  |
|  | Colo-Colo         | Colo-Colo         | 44 |  |
|  | Colo-Colo         | Colo-Colo         | 44 |  |

|  | Segundo partido           |                           |    |  |
|  |                           |                           |    |  |
|  | Universidad de Concepción | Universidad de Concepción | 98 |  |
|  | Universidad de Concepción | Universidad de Concepción | 98 |  |
|  | Colo-Colo                 | Colo-Colo                 | 68 |  |
|  | Colo-Colo                 | Colo-Colo                 | 68 |  |

|  | Segundo partido       |                       |    |  |
|  |                       |                       |    |  |
|  | Español de Osorno     | Español de Osorno     | 63 |  |
|  | Español de Osorno     | Español de Osorno     | 63 |  |
|  | Los Leones de Quilpué | Los Leones de Quilpué | 67 |  |
|  | Los Leones de Quilpué | Los Leones de Quilpué | 67 |  |

|  | Tercer partido        |                       |    |  |
|  |                       |                       |    |  |
|  | Los Leones de Quilpué | Los Leones de Quilpué | 78 |  |
|  | Los Leones de Quilpué | Los Leones de Quilpué | 78 |  |
|  | Colo-Colo             | Colo-Colo             | 68 |  |
|  | Colo-Colo             | Colo-Colo             | 68 |  |

|  | Tercer partido            |                           |    |  |
|  |                           |                           |    |  |
|  | Universidad de Concepción | Universidad de Concepción | 64 |  |
|  | Universidad de Concepción | Universidad de Concepción | 64 |  |
|  | Español de Osorno         | Español de Osorno         | 72 |  |
|  | Español de Osorno         | Español de Osorno         | 72 |  |

|    | Equipos                   | PTS | PJ | PG | PP | PF  | PC  | DIF |
| -- | ------------------------- | --- | -- | -- | -- | --- | --- | --- |
| 1. | Español de Osorno         | 5   | 3  | 2  | 1  | 218 | 175 | +43 |
| 2. | Universidad de Concepción | 5   | 3  | 2  | 1  | 250 | 218 | +32 |
| 3. | Colegio Los Leones        | 5   | 3  | 2  | 1  | 223 | 219 | +4  |
| 4. | Colo-Colo                 | 3   | 3  | 0  | 3  | 180 | 259 | -79 |

     Campeón

## Campeón
|                               |
| Español de Osorno 1.er título |
|                               |